# Nowgaon
Nowgaon é uma cidade e um município no distrito de Chhatarpur, no estado indiano de Madhya Pradesh.

## Demografia
Segundo o censo de 2001, Nowgaon tinha uma população de 33,024 habitantes. Os indivíduos do sexo masculino constituem 54% da população e os do sexo feminino 46%. Nowgaon tem uma taxa de literacia de 72%, superior à média nacional de 59.5%: a literacia no sexo masculino é de 79% e no sexo feminino é de 65%. Em Nowgaon, 15% da população está abaixo dos 6 anos de idade.